# Pterois antennata
El pez león (Pterois antennata), erróneamente llamado pez escorpión, es un pez de la familia Scorpaenidae. Su hábitat natural son las lagunas costeras y arrecifes del océano Índico tropical y el Pacífico occidental. Se refugia durante el día y caza camarones y cangrejos durante la noche. Crece un máximo de 20 cm.

## Descripción
Pterois antennata se caracteriza por las diferentes rayas de sus aletas pectorales y sus largas antenas blancas y negras. Carece de tejido entre los rayos de sus aletas dorsales. Las aletas pectorales están conectadas  parcialmente hasta la mitad y esta área membranosa tiene uno o más puntos oscuros que parecen ojos. Su cuerpo está engalanado con líneas alternadamente rojas, blancas y cafés. Arriba de los ojos poseen unas largas antenas adornadas con bandas oscuras, lo que le da la apariencia de tener cuernos sobre sus ojos.

## Distribución geográfica y hábitat

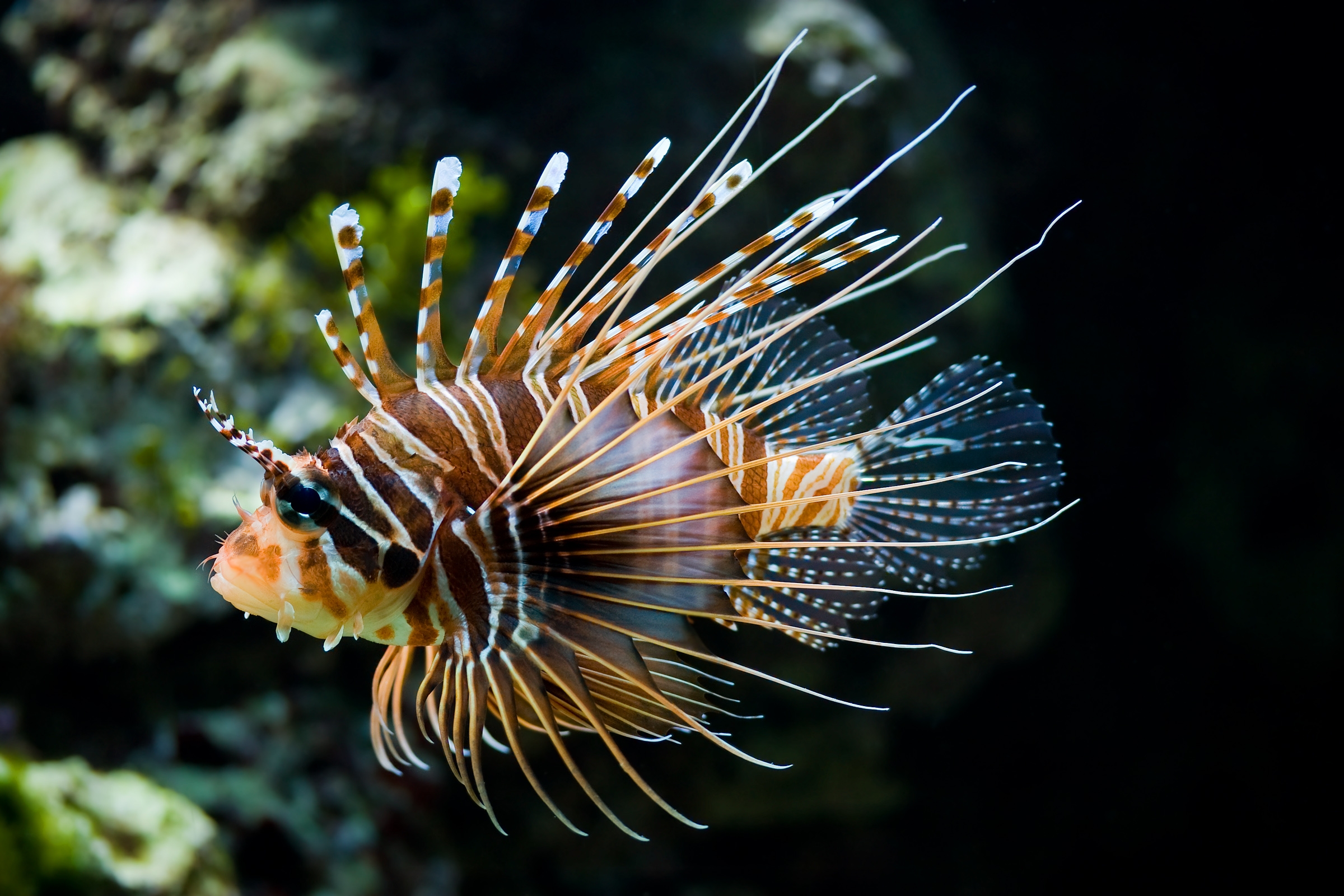
Fotografía de un pez león tomada en el zoológico de Schönbrunn, Vienna, Austria.

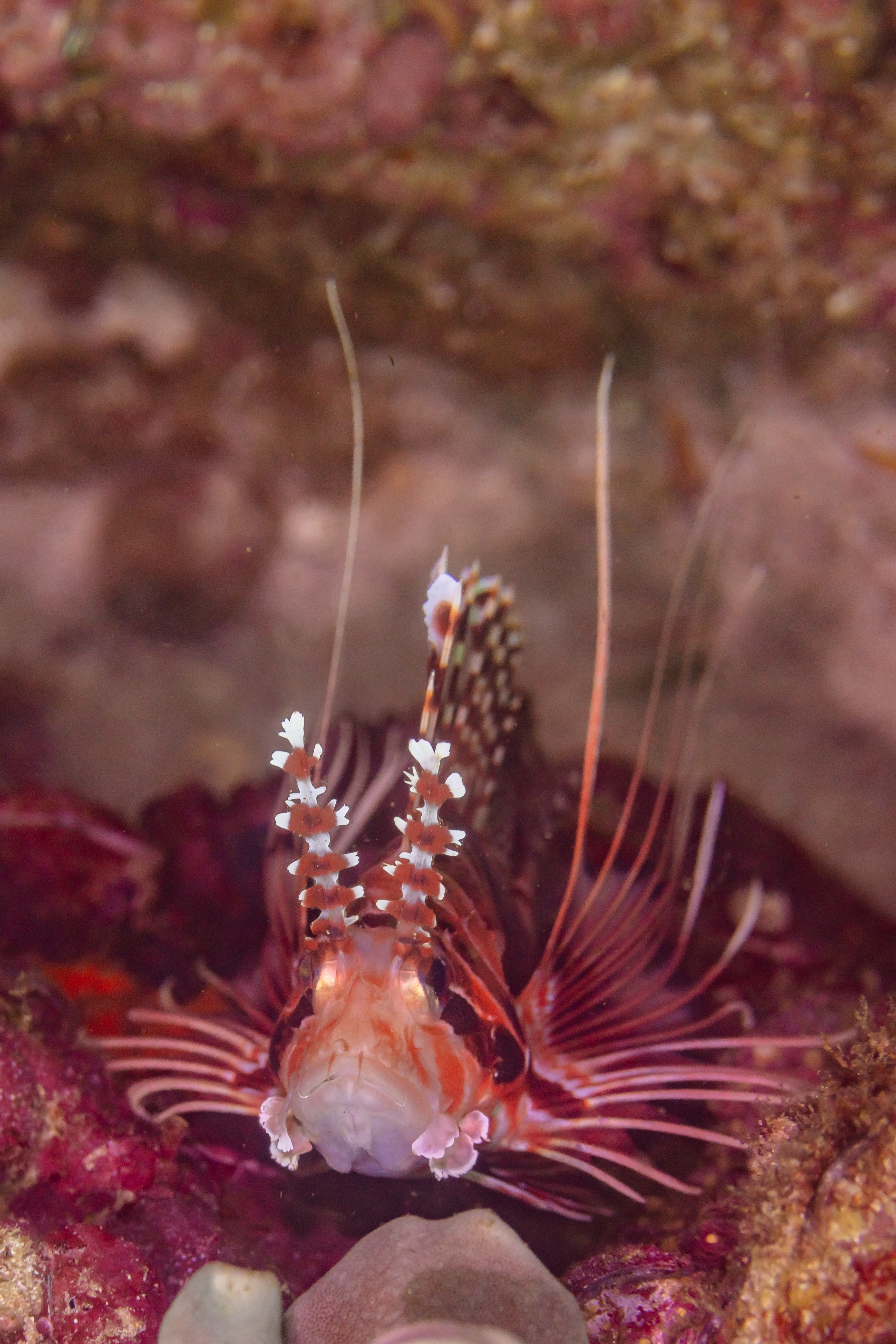
Vista frontal.

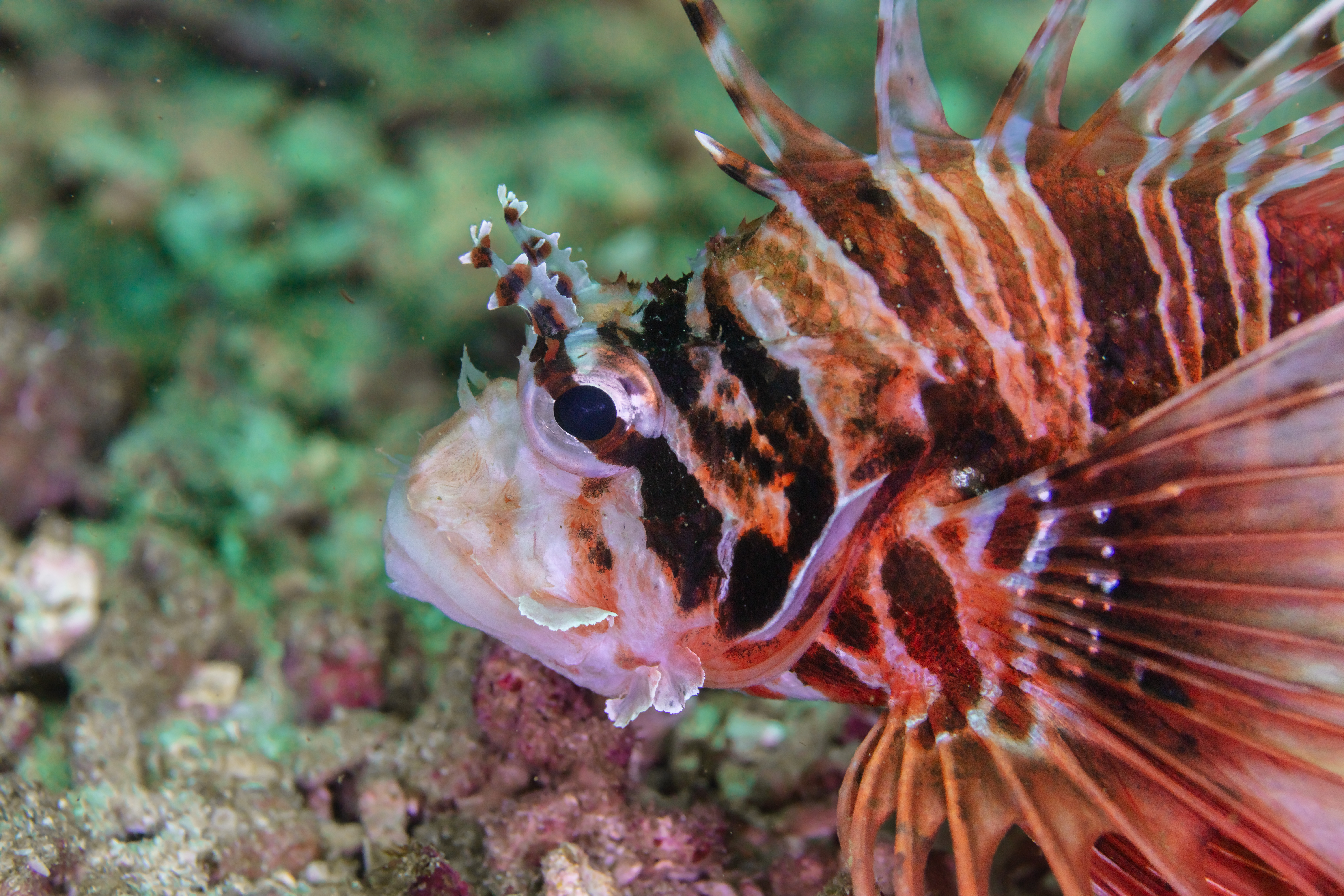
Detalle de la cabeza.

Los lugares donde se le ha visto, incluyen: el este de África, en las islas Marquesan y Mangarava, al norte y el sureste de Japón, al sur de Queensland, Australia y Kermadec y las islas Australes. Vive en arrecifes de las lagunas marinas. Es solitario y es más probable encontrarlo en el fondo acuático nadando lentamente. Durante el día se esconde en las grietas y debajo de rocas o de formaciones coralinas y por las noches caza. Frecuentemente cazan con la cabeza dirigida hacia la seguridad de su escondite, o cerca de un pasaje que dé a él, conduce y arrincona con sus aletas a su presa. Se alimentan de camarones y de cangrejos. En cautividad es alimentado con peces vivos.

## Veneno
Su picadura es venenosa. Los radios de la aleta dorsal, dos de los radios de la aleta ventral y dos de la aleta anal están equipados con glándulas venenosas. Estas picaduras pueden provocar dolorosas heridas a buzos, mientras que la toxina que inocula puede causar parálisis respiratoria humana, insuficiencia circulatoria, y fiebre. Los síntomas generalmente desaparecen después de uno o dos días.